# Mesthles
Mesthles (altgriechisch Μέσθλης Mésthlēs) ist eine Gestalt der griechischen Mythologie.
Er war der Sohn des Talaimenes und einer Nymphe, möglicherweise Gygaie, der Nymphe des gygäischen Sees nordwestlich von Sardeis, wenn die Stelle bei Homer nicht auf die Herkunft des Talaimenes von diesem See zu beziehen ist. Gemeinsam mit seinem Bruder Antiphos führte er die Maionier aus dem Tmolos genannten Gebirge den Trojanern im Krieg gegen die Griechen als Unterstützung zu. In der Erzählung des Krieges bei Dares wurden beide von Diomedes im Kampf getötet.